# Rezerwat przyrody Dolina Mławki
Rezerwat przyrody Dolina Mławki – leśny rezerwat przyrody utworzony w 1994 r. na gruntach wsi Grądek, na terenie gminy Szreńsk w powiecie mławskim, na terenie leśnictwa Ratowo, nadleśnictwa Dwukoły, w dolinie rzeki Mławki. Zajmuje powierzchnię 147,41 ha.
Celem ochrony jest zachowanie ze względów naukowych i dydaktycznych dużego kompleksu olsu i olsu jesionowego o typowej strukturze i składzie florystycznym z licznymi stanowiskami ptaków zagrożonych wyginięciem. Drzewostan rezerwatu to głównie olsza czarna z domieszką brzozy, jesionu, wiązu, świerku oraz wierzby kruchej.

## Flora
Na terenie rezerwatu udokumentowano występowanie 192 gatunków roślin naczyniowych, tj. pokrzywa, kuklik zwisły, bniec czarny, turzyca rzadkokłosa, chmiel, zachylnik błotny, karbieniec pospolity, psianka słodkogórz, przytulia czepna, kościenica wodna.

## Fauna
Na terenie rezerwatu stwierdzono występowanie 57 gatunków awifauny, w tym gatunki zagrożone: dzięcioł średni, świergotek łąkowy, gil, dzięcioł czarny, dzięciołek, turkawka zwyczajna, myszołów zwyczajny, jastrząb, krętogłów, pokrzywnica, dziwonia zwyczajna.